# 勒内·霍佩
勒内·霍佩（德語：René Hoppe，1976年12月9日—），德国前男子雪车运动员。他曾代表德国参加2006年冬季奥林匹克运动会雪车比赛，联同安德烈·朗厄、马丁·普策、凯温·库斯克获得男子四人金牌。